# لبان متطاول
لبان متطاول أو بوسويلية متطاولة (الاسم العلمي:Boswellia elongata) هو نوع من النباتات يتبع جنس اللبان من الفصيلة البخورية.